# Papiro 33
Il Papiro 33 ({\displaystyle {\mathfrak {p}}}33) è uno dei più antichi manoscritti esistenti del Nuovo Testamento, datato paleograficamente agli inizi del VI secolo. È scritto in greco.

## Contenuto del papiro
{\displaystyle {\mathfrak {p}}}33 contiene una piccola parte del Atti degli Apostoli (7,6-10, 13-18; 15,21-24, 26-32).
È attualmente ospitato presso la Biblioteca Nazionale Austriaca (Pap. G. 17973, 26133, 35831, 39783) in Vienna.
Il testo del codice è rappresentativo del tipo testuale alessandrino. Kurt Aland lo ha collocato nella Categoria II.